# خیرآباد (ساری)
خیرآباد، روستایی از توابع بخش چهاردانگه شهرستان ساری در استان مازندران ایران می باشد. این روستا در نزدیکی روستاهای سعیدآباد و عقه‌خیل جای دارد.

## جمعیت
این روستا در دهستان چهاردانگه قرار دارد و بر پایهٔ سرشماری سال ۱۳۹۰ دارای ۰ نفر می‌باشد.

## بن‌مایه
1. ↑  «نتایج تفصیلی سرشماری سال ۱۳۹۰ بخش چهاردانگه». چهاردانگه‌نیوز. بایگانی‌شده از اصلی در ۱۵ دسامبر ۲۰۱۴. دریافت‌شده در ۹ دسامبر ۲۰۱۴.